# Georgerobinsonita
La georgerobinsonita és un mineral de la classe dels sulfats. Va rebre el nom l'any 2009 per Mark A. Cooper, Neil A. Ball, Frank C. Hawthorne, Werner H. Paar, Andrew C. Roberts i Elizabeth Moffatt en honor al doctor George Willard Robinson (7 de febrer de 1946, Glens Falls, Nova York), professor de mineralogia a la Michigan Technological University, conservador de l'AE Seaman Mineral Museum (1996-2013).

## Característiques
La georgerobinsonita és un cromat de fórmula química Pb₄(CrO₄)₂(OH)₂FCl. Va ser aprovada com a espècie vàlida per l'Associació Mineralògica Internacional l'any 2009. Cristal·litza en el sistema ortoròmbic.

## Formació i jaciments
Va ser descoberta als Estats Units, concretament a la mina Mammoth-Saint Anthony, situada al dipòsit de St. Anthony, dins el Districte Miner de Mammoth (Comtat de Pinal, Arizona), on es presenta en forma de cristalls molt petits i transparents, amb un color vermell ataronjat brillant. Aquesta mina estatunidenca és l'únic indret de tot el planeta on ha estat descrita aquesta espècie mineral.